# Jan Werner (Leichtathlet)
Jan Werner (* 25. Juli 1946 in Brzeziny, Gemeinde Skomlin im Powiat Wieluński, Polen; † 21. September 2014 in Warschau) war ein polnischer Leichtathlet. Insbesondere lief er die Sprintstrecken über 200 und 400 Meter.

## Karriere
Seinen ersten großen internationalen Wettkampf bestritt Jan Werner bei den Europameisterschaften 1966 in Budapest. Im 200-Meter-Lauf wurde er in 21,1 s Vierter. In der polnischen 4-mal-400-Meter-Staffel lief er die erste Runde, als Zweiter lief Edmund Borowski, dann Stanisław Grędziński und am Schluss lief Andrzej Badeński. Nachdem Grędziński vor Badeński Europameister geworden war, war die polnische Staffel klar favorisiert. Sie gewann in neuem polnischen Landesrekord von 3:04,5 min vor den beiden deutschen Staffeln.
Bei den Halleneuropameisterschaften 1968 in Madrid gewann die polnische 4-mal-2-Runden-Staffel mit Waldemar Korycki, Jan Balachowski, Jan Werner und Andrzej Badeński Gold vor der Staffel aus der Bundesrepublik Deutschland. Im Herbst bei den Olympischen Spielen 1968 in Mexiko-Stadt verpasste Jan Werner als fünfter seines Halbfinales nur knapp den Endlauf über 400 Meter. Noch knapper entwickelte sich das Staffelfinale für die Polen. Hinter den Staffeln aus den Vereinigten Staaten und aus Kenia lieferten sich die Staffeln aus der Bundesrepublik und aus Polen einen spannenden Kampf bis zur Ziellinie, wo der deutsche Schlussläufer Martin Jellinghaus eine Hundertstelsekunde Vorsprung vor Andrzej Badeński hatte. Die polnische Staffel wurde in 3:00,58 min nur Vierte.
Bei den Halleneuropameisterschaften 1969 in Belgrad gewann Jan Werner über 400 Meter in 47,4 s Silber hinter seinem Landsmann Jan Balachowski. In der 4-mal-2-Runden Staffel gewannen Werner, Jan Radomski, Badeński und Balachowski den Titel hauchdünn vor der Staffel aus der Sowjetunion. Im Freien bei den Europameisterschaften 1969 in Athen gewann Jan Werner Einzelgold in 45,7 s vor dem Franzosen Jean-Claude Nallet und vor Titelverteidiger Grędziński. In der Staffel gewannen die Franzosen vor den Staffeln aus der Sowjetunion und aus der Bundesrepublik Deutschland. Schlussläufer der Deutschen war erneut Martin Jellinghaus, der Jan Werner praktisch auf der Ziellinie abfing. In 3:03,1 min waren die Polen wie in Mexiko-Stadt nur Vierte geworden.
Bei den Halleneuropameisterschaften 1970 in Wien wurden die Polen in der 4-mal-2-Runden-Staffel Zweite hinter der Staffel aus der Sowjetunion. Ein Jahr später in Sofia gewannen die Polen die Staffel, die diesmal eine echte 4-mal-400-Meter-Staffel war. Korycki, Werner, Badeński und Balanowski lagen in 3:11,1 min deutlich vor der sowjetischen Staffel. Im Sommer fanden in Helsinki die Europameisterschaften 1971 statt. Im Einzelwettbewerb gewann Jan Werner in 45,6 s Bronze hinter dem Briten David Jenkins und dem Italiener Marcello Fiasconaro. Die Staffel in der Aufstellung Badeński, Balanowski, Korycki und Werner gewann Silber in 3:03,6 min hinter der Staffel aus der Bundesrepublik.
Bei den Halleneuropameisterschaften 1972 in Grenoble stand Jan Werner einmal mehr mit der 4-mal-2-Runden-Staffel auf dem Siegerpodest. Werner, Korycki, Balachowski und Badeński gewannen vor der Staffel aus der BRD. Bei den Olympischen Spielen 1972 in München erreichte Werner im Einzelwettbewerb erneut das Halbfinale, wo er mit 46,26 s ausschied. Die Staffel erreichte das Finale und wurde in 3:01,05 min Fünfte.
Nach fünf Medaillen mit der Mannschaft und einer Einzelmedaille bei Halleneuropameisterschaften trat Jan Werner nach 1972 nicht mehr in der Halle an. Bei den Europameisterschaften 1974 in Rom trat keine polnische 4-mal-400-Meter-Staffel an.
Seinen letzten großen Auftritt hatte Jan Werner bei den Olympischen Spielen 1976 in Montreal. Im Halbfinale des Einzelwettbewerbs stellte Jan Werner mit 45,44 s seine persönliche Bestleistung auf und qualifizierte sich für das Finale. Dort wurde er in 45,68 s Achter und Letzter. Für eine Medaille hätte er seine Bestzeit um eine weitere halbe Sekunde unterbieten müssen. In der polnischen 4-mal-400-Meter-Staffel standen neben Jan Werner neue Leute. In der Besetzung Jerzy Pietrzyk, Jan Werner, Ryszard Podlas und Zbigniew Jaremski musste man sich nur der US-Staffel geschlagen geben. In 3:01,43 min gewannen die Polen Silber vor der Staffel aus der Bundesrepublik Deutschland.  
Jan Werner wurde 1967, 1969 und 1971 polnischer Meister über 200 Meter und gewann über 400 Meter 1968, 1970, 1971 und 1976 den Titel. Bei einer Körpergröße von 1,90 m betrug sein Wettkampfgewicht 84 kg.

## Bestleistungen
- 200 Meter: 20,4 s
- 400 Meter: 45,44 s